# Ivan Sokač
Ivan Sokač (Beograd 15. mart 1975, poreklom iz Međimurja) diplomirani je ekonomista. Po vokaciji poeta, prozni pisac i scenarista. Član je Udruženja književnika Srbije, zastupljen u zbornicima, antologijama i dobitnik međunarodnih i regionalnih priznanja za svoj umetnički rad.

## Biobibliografija
U mladosti nosilac najviših priznanja književnih susreta:
- „Mladih pisaca SFRJ“ (Lastavica,[1] Sarajevo) i
- „Pesnika srednjoškolaca“ (Ministarstvo prosvete Savezne Republike Jugoslavije).

Saradnju na umetničkom polju, spajajući muziku i poeziju, Ivan Sokač ostvaruje sa brojnim delatnicima iz sveta glume, prosvete i medija, sa kulturnim institucijama i književnim klubovima. O njegovom umetničkom a pre svega književnom potencijalu i stvaralaštvu pisali su još od 1992. godine Miodrag Todorović i Ivan Šop, kasnije i Vitomir Teofilović, prof. dr Benedikt Vujica, prof. dr Sabahudin Hadžialić, kao i predstavnici mlađeg književnog talasa Ivan Lalović, Čedomir Ljubičić i drugi.
Nagrade i priznanja
- Odlukom Društva pisaca Rusije Ivan Sokač je u Moskvi 2018. godine nominovan[5] za književnu nagradu[6] „Sergej Jesenjin“, čime su mu pesme, prevedene na ruski jezik, uvrštene u zbornik radova „Moja Rusija“.

Prevođen je, publikovan i zapažen na književnim sajtovima engleskog, ruskog i nemačkog govornog područja, takođe veoma prisutan i u kulturnim krugovima u regionu.

- U januaru 2020. Ivan Sokač odlikovan je ordenom Antona Pavloviča Čehova, koji dodeljuje Savez pisaca Rusije za doprinos savremenoj ruskoj književnosti i uvršten u „Antologiju ruske poezije” (2019).[11][12]
- Prestižno izdanje savremene poezije na nemačkom jeziku „Frankfurter Bibliothek” (August von Goethe, 2020), prisutno u nacionalnim bibliotekama Nemačke i Švajcarske, Bečkoj državnoj biblioteci, kao i Nacionalnoj kongresnoj biblioteci u Vašingtonu, takođe sadrži pesme Ivana Sokača.[13]
- Poezija ovog pesnika uvrštena je i u antologiju posleratne srpske poezije „pesnika rođenih 1946-1996” (2020).[14]
- Dobitnik je priznanja „Zlatna značka“ za 2022. koje dodeljuje Kulturno-prosvetna zajednica Srbije i Ministarstvo spoljnih poslova Republike Srbije a pod pokroviteljstvom Ministarstva kulture i informisanja Vlade Republike Srbije za dugogodišnji doprinos razvijanju kulturnih delatnosti. Priznanje je uručeno na svečanosti u Narodnom pozorištu u Beogradu.[15]
- 2024. godine dobitnik je Povelje Međimurske županije za postignuća u književnosti kojima neguje svoje međimursko nasleđe u inostranstvu.[16][17]

Autor je scenarija za igrani film „Amići" u kojem glavne uloge tumače bardovi domaćeg glumišta Aljoša VUčković i Caci Mihailović, dok je autor muzike koja se u ovom filmu koristi Goran Bregović.
Ivan Sokač je takođe autor scenarija „Zvona i zvonari (Selma)" kao i koautor scenarija „Beg".
Poeziju Ivana Sokača govore eminentni glumci: Goran Sultanović, Aljoša Vučković, Milan Caci Mihailović, Rada Đuričin, Milica Zarić, Ivan Zarić i mnogi drugi.

## Objavljena dela
- Beli konji, poezija (1993)[18]
- Kad se smrkne nad Balkanom, pripovetke (2005)[19]
- Nedeljna zimska podneva, poezija (2007)[20]
- Čovek Jakov, roman (2011)[21]
- Molitva za jutro, prozaide (2016)[22]
- Duša, poezija (2017)[23]
- Brodovi, poezija i proza, višejezičko izdanje (2018)[24]
- Sve jeseni, poezija (2020)[25]
- Zvona i zvonari, roman (2020)[26]
- Rosa, lirska proza (2020)[27]
- Pesme ljuvene, poezija (2021)[28]
- Kiše u travnju, poezija (2022)[29]
- Beg, dramski zapis (2024)[30]
- Rosa, lirska proza (drugo izdanje, 2024)[31]
- Beogradski Međimurci – Trag u vremenu, monografija (2025)[32]
- Pošta za Petrograd, poezija (2025)[33]
- Fugă, dramski zapis „Beg“, prev. rumunski (2025)[34]

## Ekonomija

### Opšte
Profesionalnu karijeru kao diplomirani ekonomista gradi angažmanima u privatnom sektoru, internacionalnoj kompaniji i monetarnoj državnoj instituciji republike Srbije.
Kao vanredni predavač korporativnih finansija ističe se inovacijama tokom dvogodišnjeg angažmana (2011—2012) na Finansijskoj akademiji unutar holdinga sa sedištem u Diseldorfu. Za projekte i dostignuća dobija priznanja visokih stručnjaka i činovnika nemačkih državnih fondova.
Saradnik je stručnih časopisa i spoljni finansijski konsultant različitih institucija i organizacija.

### Magazini i publikacije
- Progressive magazin (septembar 2010) – E-praksa[36]
- GS1 Srbija (2010-2011, bilten) – Electronic Data Interchange, intro

## Spoljašnje veze

### Književni (websites)
- Pulse (Beograd) - Lirsko-refleksivno putovanje javom i snom Ivana Sokača
- Proza online – Kratka lirska proza
- Diogen Pro Kultura (Sarajevo) – Poezija „Duša“ Ivana Sokača
- Srpsko pero (Jagodina)
- Beogradska nadbiskupija - Nova knjiga „Brodovi” Ivana Sokača
- Locutio Prva Slovenska Literarna On-Line Revija (Maribor)
- Zvezdani kolodvor
- Leskovac kultura juga
- Bašta Balkana
- Najlepša poezija
- Orden Čehova (Blic)
- Orden Čehova (Ruski dom, Beograd)
- Orden Čehova (Ruski centar za nauku i kulturu) Архивирано на веб-сајту  (23. април 2021)
- Poezija na NEMAČKOM jeziku
- Zvona i zvonari (roman)
- Zvona i zvonari (promocija romana)
- Zvona i zvonari (Dom omladine)
- Studentski.HR (INTERVJU)
- ROSA (lirske proze) Архивирано на веб-сајту  (23. април 2021)
- HR riječ (INTERVJU)Književni (YouTube)
- Poezija na ENGLESKOM (Hello Poetry)
- Poezija na ENGLESKOM (Poem Hunter)
- Poezija na NEMAČKOM (Kurzgeschichten-stories)
- Poezija na NEMAČKOM (GedichteOase)
- Poezija na RUSKOM
- O zbirci ROSA (Međimurje Press) Архивирано на веб-сајту  (23. април 2021)
- O zbirci KIŠE U TRAVNJU, Književnost.hr
- Monografija „Beogradski Međimurci - Trag u vremenu“

### Književni (YouTube kanali: „Ivan Sokač" i „poezija Ivan Sokač")
- Rada Đuričin: stihovi iz zbirke „Brodovi“ (I. Sokač);
- Milica i Ivan Zarić: stihovi iz zbirke „Brodovi“ (I. Sokač);
- Goran Sultanović: stihovi „Sve jeseni" (I. Sokač);
- Goran Sultanović: stihovi „Cipele moga grada" (I. Sokač);
- Caci Mihailović: odlomci iz romana „Zvona i zvonari" (I. Sokač);
- Caci Mihailović: stihovi „Gde sam sinoć bio" (I. Sokač);
- Promocija zbirke Rosa: fondacija Antun Gustav Matoš, gost Nenad Prokić (2021);
- Književno veče "Narodna biblioteka Trebinja", intervju Herceg TV i RTRS (2020);
- Promocija knjige „Zvona i zvonari“, Dom omladine Beograda (novembar 2020);
- Promocija „Antologije ruske poezije 2019" (2019);
- Promocija knjige „Brodovi“, Dom omladine Beograda (novembar 2018);